# Breiðdalshreppur
Breiðdalshreppur – dawna gmina we wschodniej Islandii, w regionie Austurland, obejmująca południowy fragment Fiordów Wschodnich. W 2018 roku została włączona do sąsiedniej gminy Fjarðabyggð.

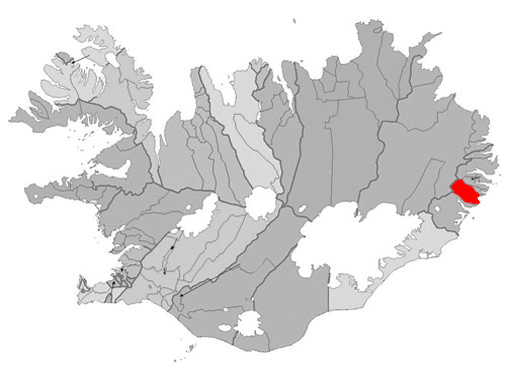
Położenie gminy Breiðdalshreppur na mapie administracyjnej kraju

Obejmowała bardzo słabo zaludniony obszar. Główną osadą gminy była miejscowość Breiðdalsvík (137 mieszk., 2018), położona nad zatoką o tej samej nazwie. Nazwa gminy pochodziła od doliny Breiðdalur („szeroka dolina”). Biegła przez nią droga krajowa nr 1 łącząca Egilsstaðir z Djúpivogur. 